# Egyiptomi útifű
Az egyiptomi útifű, egyiptomi balhafű vagy indiai balhafű (Plantago ovata) Nyugat-Ázsiában és Indiában őshonos egynyári növény.

## Jellemzése
Rövid gyökértörzséből csak a tőlevélrózsa és a virágokat tartó tőkocsány ered. Levelei lándzsa alakúak, majdnem párhuzamos erezetűek, molyhosak, szélük fogazott. Fehér virágai hengeres füzérvirágzatot alkotnak. Magja szürkésrózsaszín, ovális alakú, 2–3 mm hosszú.

## Felhasználása
Az egyiptomi útifüvet mint enyhe mechanikus hashajtót, a székrekedés tüneti kezelésében ajánlják.

### Gyógyhatása
A szervezetben nem szívódik fel a növényben található nyálkaanyag, amely elősegíti a széklet továbbítását és megfelelő összetételét. Egyéb hashajtókkal (például a szennával) együtt történő alkalmazása kerülendő, mivel az egyiptomi útifű önmagában is gyorsan ható és hatékony szer.
Hosszan tartó használata általában nem tanácsos. Orvosi utasítás nélkül tehát kerülni kell az egyiptomi útifű elhúzódó alkalmazását, főleg ismeretlen eredetű alhasi fájdalmaknál, bélelzáródásnál, nagy méretű székletrög vagy a bélrendszer és a vastagbél megbetegedésénél. Ezekben az esetekben ajánlott az élelmi rostokban gazdag táplálék és sok folyadék fogyasztása (főleg az idősebbeknél), a rendszeres mozgás és ügyelni kell a mindennapi székletürítésre.